# یوایچی فوتوری
یوایچی فوتوری (ژاپنی: 太 洋一؛ زادهٔ ۳ اوت ۱۹۸۲) یک بازیکن فوتبال اهل ژاپن است.
از باشگاه‌هایی که در آن بازی کرده‌است می‌توان به باشگاه فوتبال رواسو کوماموتو، باشگاه فوتبال گامبا اوساکا و باشگاه فوتبال توکیو وردی اشاره کرد.